# Shinjū
Shinjū (japanisch 心中, deutsch etwa: „in jemandes Herzen“), auch Jōshi (情死, deutsch etwa „Liebestod“), bezeichnet in Japan den gemeinsamen Suizid zweier Liebender, die keine andere Möglichkeit sehen, weiterhin vereint zu bleiben. Der Begriff wird seit dem 17. Jahrhundert synonym zu Shinjūshi (心中死; mit zusätzlich 死, deutsch „Tod“) gebraucht, die gemeinsame Selbsttötung als äußerster Demonstration gegenseitiger Treue. Im Gegensatz zum Seppuku ist Shinjū nicht streng ritualisiert.

## Kulturelle Bedeutung
Shinjū gilt in der japanischen Kunst, in Theater und Literatur als höchst romantischer Tod und nicht unbedingt als beklagenswertes Ende einer Tragödie. Das Bunraku-Stück Sonezaki Shinjū („Liebestod bei Sonezaki“) von Chikamatsu Monzaemon ist eines von vielen japanischen Puppentheaterstücken, die das Motiv des Shinjū verwenden. Die Geschichte wurde 1981 unter demselben Titel verfilmt (englisch: „The Love Suicides at Sonezaki“).
In dem Film Sayonara wird während eines Theaterstücks die Suizid-Szene eines Liebespaares gezeigt und von der japanischen Ehefrau eines US-Soldaten die Romantik dieses Ereignisses betont. Wenig später soll das Paar zur Unterbindung weiterer Fraternisierung getrennt werden, indem der Mann zurück in die USA geschickt wird. Die beiden begehen daraufhin gemeinsam Suizid.

## Rechtsfragen
Der Oberste Gerichtshof Japans hatte 1958 einen Fall (Shōwa 31 [a] 2220) zu entscheiden, in dem einer der Beteiligten die Bereitschaft zum gemeinsamen Suizid nur vorgetäuscht hatte. Nachdem er seiner Partnerin zuerst das Gift gereicht hatte, unterließ er, wie von vornherein beabsichtigt, dieser in den Tod zu folgen. Dies wurde in allen drei Instanzen nicht nur als weniger schwerwiegende Beihilfe zum Selbstmord, sondern als Totschlag gewertet und der Täter zu sechs Jahren Haft verurteilt.